# 中国驻亚丁总领事馆
中华人民共和国驻亚丁总领事馆（阿拉伯语：القنصلية العامة لجمهورية الصين الشعبية في عدن），简称中国驻亚丁总领事馆，1990年前为中华人民共和国驻民主也门大使馆，是中华人民共和国派驻也门亚丁的外交领事机关，自2015年4月起暂时闭馆。原辖领区包括亚丁省、拉赫季省、阿比扬省、舍卜沃省、哈达拉毛省、迈赫拉省和索科特拉省。闭馆后，领区业务由中华人民共和国驻也门大使馆负责。

## 历史沿革
1990年5月22日，也门统一；5月26日，两国达成协议，中国驻民主也门大使馆（也称中国驻南也门大使馆）变更为驻亚丁总领事馆；6月1日，总领事馆正式开馆。1994年5月，因也门爆发内战，驻亚丁总领事馆暂时撤馆；9月内战平息后，总领事馆工作人员返馆。2015年4月，因也门内战，总领事馆和驻也门大使馆同时撤馆；12月，驻也门大使馆随也门政府在沙特阿拉伯首都利雅得恢复办公。